# Ameur (Maroc)
Pour les articles homonymes, voir Ameur.

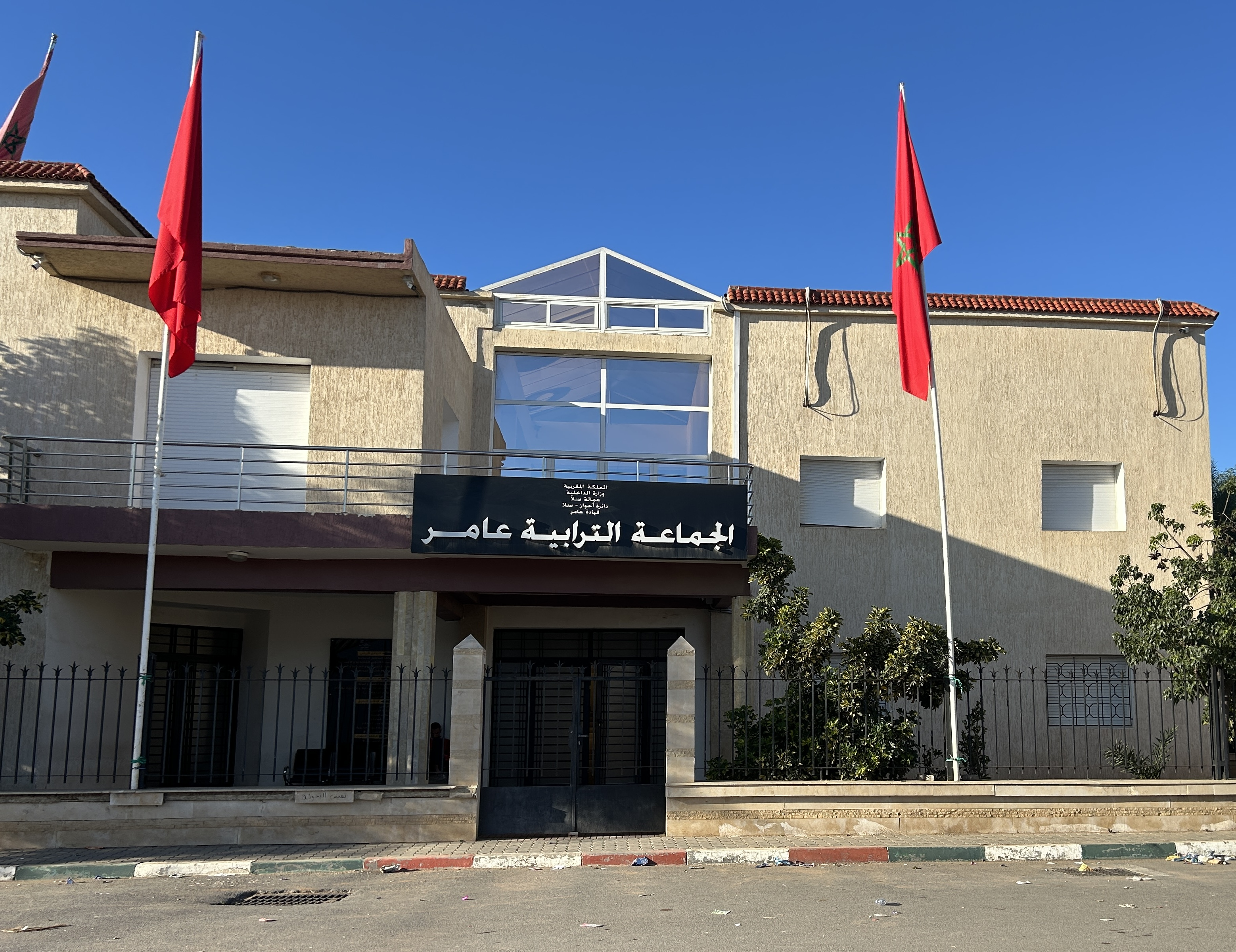
Siège de la commune d'Ameur

Ameur est une commune rurale de la préfecture de Salé, dans la région de Rabat-Salé-Kénitra, au Maroc. Elle ne dispose pas de centre urbain.
La commune rurale d'Ameur est le chef-lieu du caïdat qui porte le même nom qui lui-même est située au sein du cercle de Salé-Banlieue.

## Histoire
Ameur est une commune rurale créée par démembrement de la commune de Sidi Bouknadel en 2008.
Le dernier recensement remontant à 2004 et la création de la commune d'Ameur à 2008, la population légale de cette dernière sera établie lors du prochain recensement, en 2014.

## Sport

### Climat
- [PDF] Agence urbaine de Rabat-Salé, Cahier des prescriptions spéciales relatif à l'élaboration d'un nouveau plan d'aménagement de la commune urbaine d'Ameur, octobre 2011, 56 p. (lire en ligne)